# Ullmannova kondenzace
Ullmannova kondenzace nebo reakce Ullmannova typu je reakce, při níž dochází k přeměně arylhalogenidů na odpovídající ethery, thioethery, nitrily a aminy.
Ullmannovy kondenzace jsou podobné Buchwaldovým–Hartwigovým aminacím, ovšem obvykle se musejí provádět při vyšších teplotách. Používají se při nich polární rozpouštědla s vysokou teplotou varu, jako jsou N-methylpyrrolidon, nitrobenzen a dimethylformamid, a probíhají při vysokých teplotách (často přesahujících 210 °C) za přítomnosti stechiometrických množství mědi. Arylhalogenidy při nich musí být aktivovány skupinami odtahujícími elektrony. Při původních Ulmannových reakcích se používala prášková měď připravovaná redukcí síranu měďnatého kovovým zinkem v horké vodě. Tento postup byl vylepšen pomocí rozpustných katalyzátorů obsahujících diaminové a acetylacetonátové ligandy.

## Syntéza etherů (tvorba vazeb C-O)
Ukázkovým příkladem přípravy etherů pomocí Ullmannovy kondenzace je příprava p-nitrofenylfenyletheru z 4-chlornitrobenzenu a fenolu.
O2NC6H4Cl + HOC6H5 + KOH → O2NC6H4OC6H5 + KCl + H2O
V současnosti se tyto reakce provádějí za přítomnosti rozpustných katalyzátorů.

## Goldbergové reakce (tvorba vazby C-N)

Buchwaldova amidace

Jako příklad Goldbergové reakce lze uvést přípravu kyseliny fenamové, meziproduktu při výrobě akridonu:
Jako arylační činidla se zde nejčastěji používají aryljodidy. Použitý katalyzátor byl vytvořen z jodidu měďného a fenantrolinu. Reakce nejlépe probíhá při použití aryljodidů s vysokou elektronovou hustotou a je tak alternativou k Buchwaldově-Hartwigově aminaci, která nejlépe probíhá u arylhalogenidů s nízkou elektronovou hustotou. Reakci lze provést i s amidy.

## Hurtleyova reakce (tvorba vazeb C-C)
K tvorbě vazeb C-C pomocí Ullmannovy kondenzace je možné jako nukleofily použít karboanionty i nitrily. V původní reakci byly tyto nukleofily odvozeny od esterů kyseliny malonové a od dalších dikarbonylových sloučenin:
U současných reakcí vytvářejících vazby C-C se používá katalýza komplexy mědi s fenantrolinem.

## Tvorba vazeb C-S
Arylace alkylthiolátů se provádí za přítomnosti měďných thiolátů.

## Mechanismus
Reaktanty používané při reakcích Ullmannova typu (alkoxidy, amidy nebo thioláty, zpravidla měďné, ale někdy i měďnaté) se obvykle připravují těsně před použitím z arylhalogenidů a kovové mědi.
Měďné sloučeniny reagují přímo s arylhalogenidy:
Ar-X + ROCu → Ar-OR + CuX
Ar-X + RSCu → Ar-SR + CuX
Ar-X + 2 RNHCu → Ar-NHR + CuX
Při C-N párování proběhne oxidační adice, po které následuje redukční eliminace měditých meziproduktů: